# Listă de zei geto-daci

## Panteonul geto-dacic
Religia geto-dacilor (tracii nordici) a fost caracterizată de Jean Coman, R. Pettazzon, E. Rohde, S. Paliga ca fiind politeistă. V. Pârvan a considerat-o henoteistâ in jurul zeității supreme Zalmoxis 
V. Pârvan, S. Paliga și alții susțin că numele Gebeleizis (care este menționat numai de Herodotus și asta intr-o manieră clară ca fiind un alt nume dat aceluiași zeu Zalmoxis) era numai un epitet al lui Zalmoxis (folosit de geto-dacii de la sud de Dunăre)
- Zalmoxis - zeul suprem din panteonul geto-dacic, zeul tărâmului de dincolo, al morților și al viilor, reprezentând lumea subterană și viața de după moarte.
- Gebeleizis - sau Nebeleizis, zeul fulgerului, tunetului, ploii. Era reprezentat ca un bărbat chipeș, uneori cu barbă. Fulgerele și tunetele erau manifestările sale.

- Bendis - zeiță din zona dunăreană, probabil o zeiță a Lunii, a pădurilor și a farmecelor, zeița dragostei și a maternității.
- Derzelas - zeul traco-dac al sănătății, cu trăsături grecești, e numit și "Zeul cel Mare". (specif ariei dunărene)
- Dionysos - zeul trac și grec al vegetației, al pomiculturii, al vinului, al extazului și fertilității, denumit la romani și Bacchus. (in privinta lui Dionysos, Vasile Pârvan este categoric ca nefiind specific geto-dacilor, mai corect spus a tracilor de la nord de munții Haemus) [1]
- Kotys - zeița-mamă în mitologia traco-dacă.
- Pleistoros -zeul războiului.
- Sabazios - avea atributul htonic al șarpelui, fiind în același timp patronul solar al cailor, este numele frigian dat de greci unui zeu venerat la traci ca "Eliberatorul" de anotimpul rece. (Vasile Pârvan susține că nici cultul phrigian al lui Sabazios nu era practicat de tracii de la nord de muntii Haemus) [1]
- Semele - o zeitate phrigiană care apare și în mitologia greacă
- Seirenes
- Silenus / Sylvanus (apare dupa cucerirea romană)

## Mitologie geto-tracă
- Sarmizegetusa, capitala statului dac, a fost totodată sanctuar, centru spiritual, necropolă și altar al zeului soare.
- Kogaionon - numele muntelui sfânt al geților în peștera căruia s-a retras Zalmoxis.
- Lupul - simbol al inteligenței, dreptății și nesupunerii, apare foarte des în viața dacilor.
- Șarpele - are atributul chtonic, deseori apare alături de unii zei sau zeițe.
- Zmeul - creatură mitică, șarpe zburător cu cap de lup, probabil simbol al luptei, fiind folosit ca drapel de luptă.

### Mari preoți
- Deceneu, rege si mare preot al geților începand cu anul 44 î.Cr. după moartea regelui Burebista.(atestat de Strabo si Jordanes [3]
- Comosicus rege si mare preot al geților urmașul lui Deceneu (44 î.Cr - 28/29 AD d.Cr [3]
- Coryllus rege si mare preot al geților urmașul lui Deceneu (44 î.Cr - 28/29 AD d.Cr [3]
- posibil Vezina atestat ca al doilea in rang in statul lui Decebal (atestat de Dio Cassius)